# Horace (Dakota del Nord)
Horace è un centro abitato (city) degli Stati Uniti d'America, situato nella Contea di Cass nello Stato del Dakota del Nord. Nel censimento del 2000 la popolazione era di 915 abitanti. La città è stata fondata nel 1882.

## Geografia fisica
Secondo i rilevamenti dell'United States Census Bureau, la località di Horace si estende su una superficie di 5,80 km², tutti occupati da terre.

## Popolazione
Secondo il censimento del 2000, a Horace vivevano 915 persone, ed erano presenti 248 gruppi familiari. La densità di popolazione era di 158 ab./km². Nel territorio comunale si trovavano 311 unità edificate. Per quanto riguarda la composizione etnica degli abitanti, il 98,47% era bianco, lo 0,11% era afroamericano, lo 0,55% era nativo e lo 0,22% proveniva dall'Asia. Lo 0,33% apparteneva ad altre razze e lo 0,33% apparteneva a due o più razze. La popolazione di ogni razza ispanica corrispondeva allo 0,33% degli abitanti.
Per quanto riguarda la suddivisione della popolazione in fasce d'età, il 35,7% era al di sotto dei 18, il 7,0% fra i 18 e i 24, il 37,5% fra i 25 e i 44, il 15,6% fra i 45 e i 64, mentre infine il 4,2% era al di sopra dei 65 anni di età. L'età media della popolazione era di 30 anni. Per ogni 100 donne residenti vivevano 92,6 maschi.